# Georgensgmünd

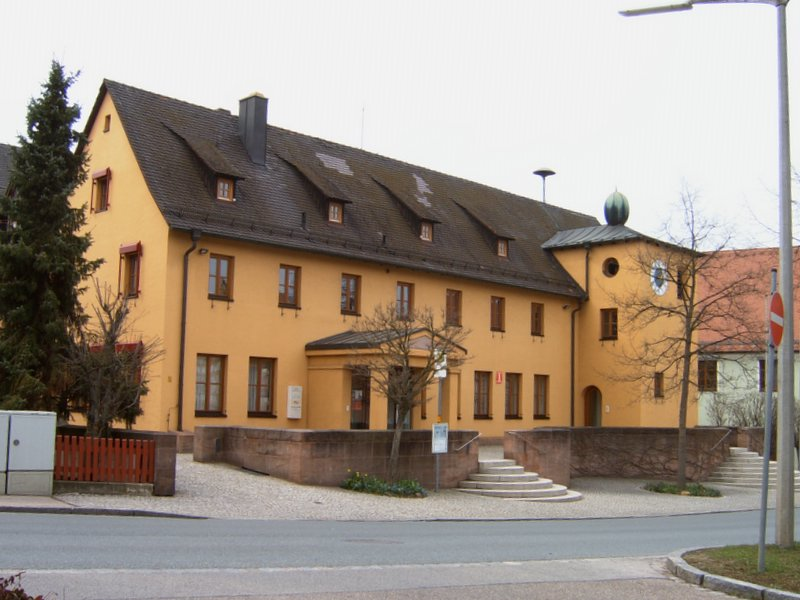
Rathaus von Georgensgmünd

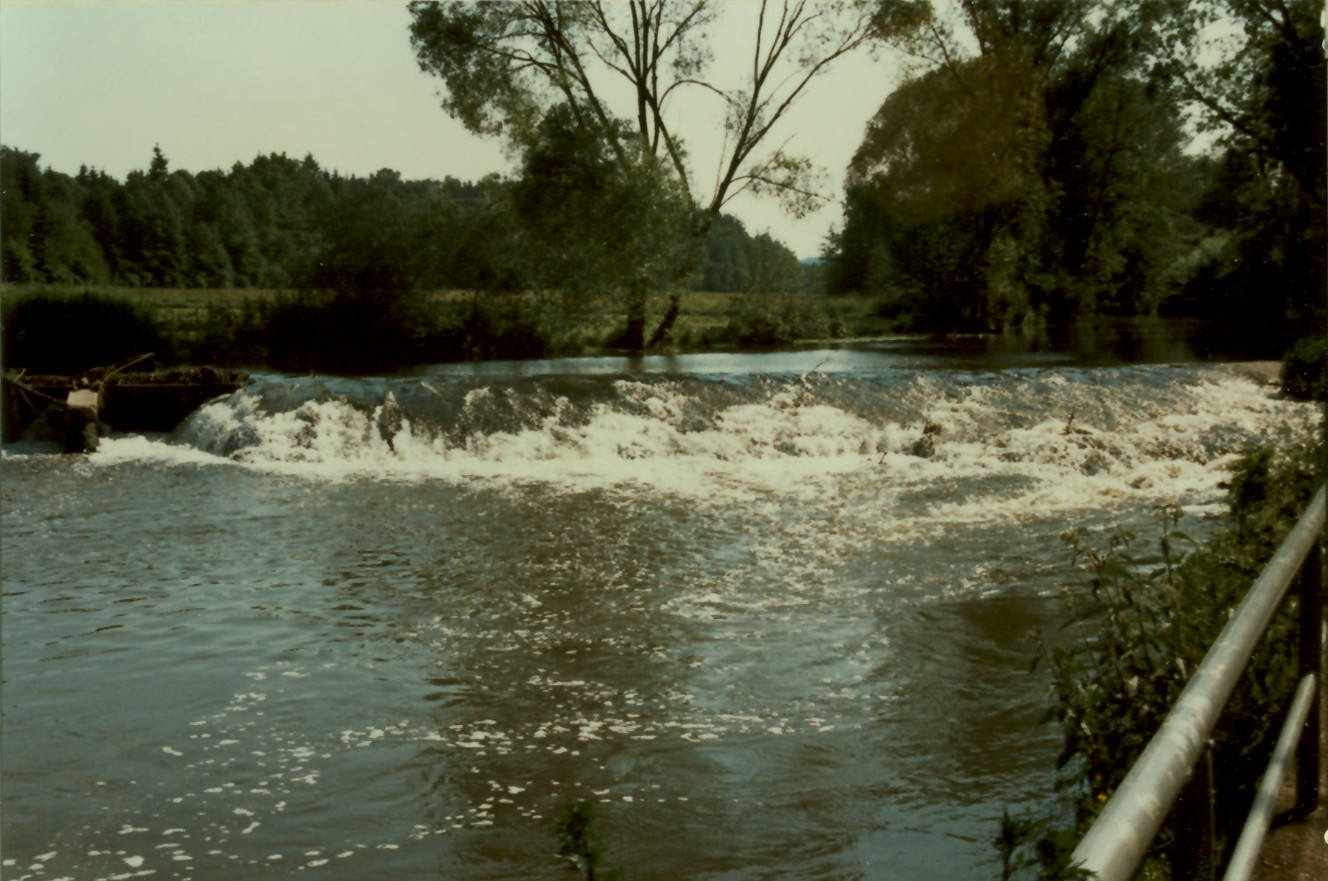
Fränkische Rezat bei Georgensgmünd

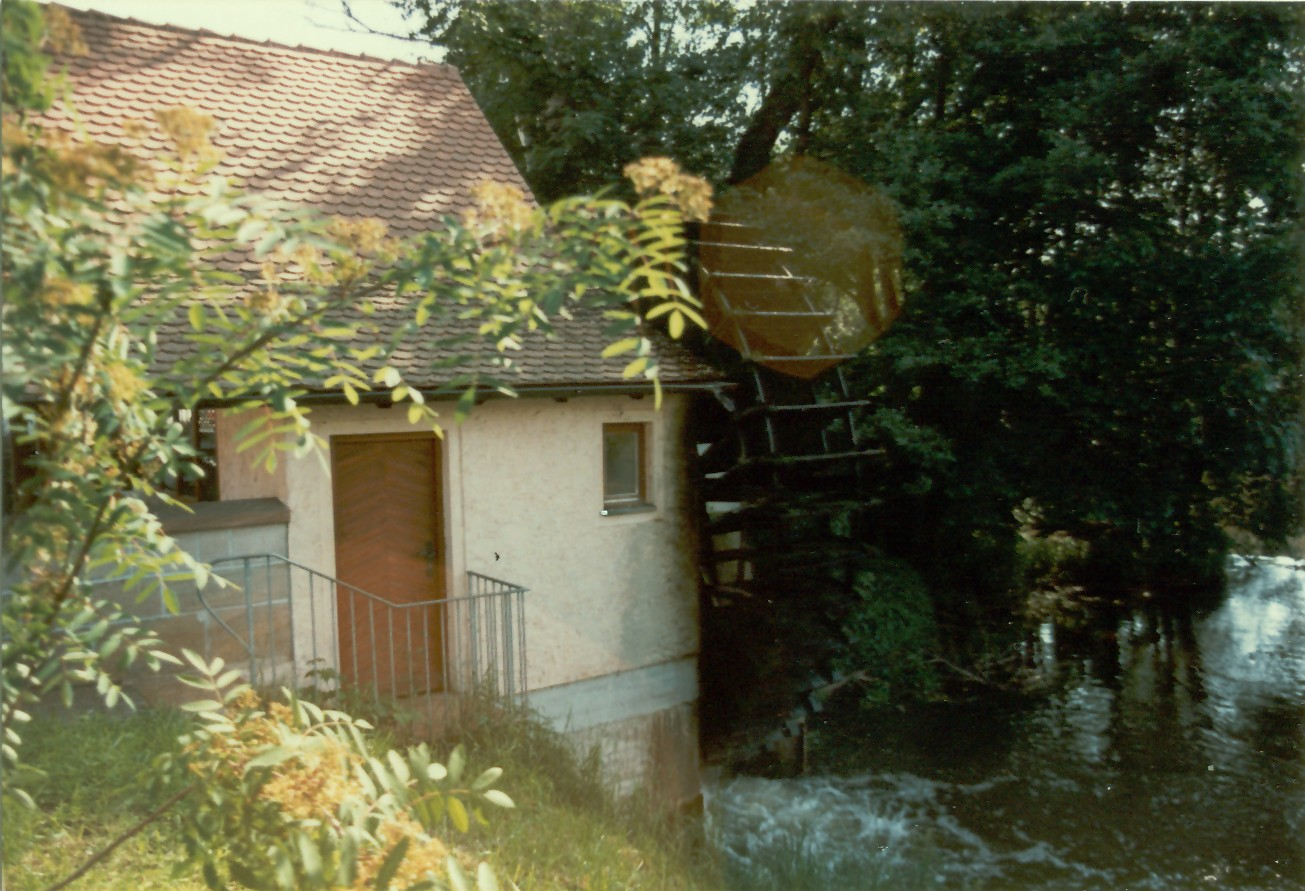
Die ehemalige Papiermühle

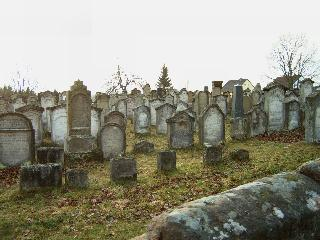
Jüdischer Friedhof (16. Jh.) in Georgensgmünd

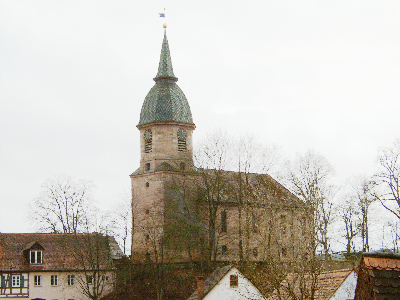
Evangelische Kirche St. Georg (18. Jh.) von Nordosten

Georgensgmünd (fränkisch: Schoschlasgmind) ist eine Gemeinde im Landkreis Roth (Mittelfranken, Bayern). Der gleichnamige Ort bildet mit Friedrichsgmünd und Petersgmünd eine zusammenhängende Siedlung am Zusammenfluss von Fränkischer und Schwäbischer Rezat, die ein Unterzentrum und den Hauptort der Gemeinde mit Sitz der Gemeindeverwaltung darstellt.

## Geografie
Die Gemeinde liegt im Fränkischen Seenland am Zusammenfluss von Fränkischer Rezat und Schwäbischer Rezat zur Rednitz und ist Teil der Metropolregion Nürnberg. Westlich erhebt sich das Spalter Hügelland.

## Gemeindegliederung
Es gibt 13 Gemeindeteile (in Klammern ist der Siedlungstyp angegeben):
- Friedrichsgmünd
- Georgensgmünd (Pfarrdorf)
- Hämmerleinsmühle (Einöde)
- Hauslach (Dorf)
- Mäbenberg (Kirchdorf)
- Mauk (Dorf)
- Oberheckenhofen (Dorf)
- Obermauk (Dorf)
- Petersgmünd (Kirchdorf)
- Rittersbach (Pfarrdorf)
- Untersteinbach ob Gmünd (Dorf)
- Weinmannshof (Weiler)
- Wernsbach (Dorf)

Die Einöden Hammerschmiede, Obere Papiermühle, Untere Papiermühle und Ziegelhütte sind mittlerweile allesamt Wüstungen.
Es gibt auf dem Gemeindegebiet die Gemarkungen Georgensgmünd, Mäbenberg, Petersgmünd, Rittersbach (Gemarkungsteil 0), Obersteinbach ob Gmünd (Gemarkungsteil 1) und Wallesau (Gemarkungsteil 0).  Die Gemarkung Georgensgmünd hat eine Fläche von 13,274 km². Sie ist in 4643 Flurstücke aufgeteilt, die eine durchschnittliche Fläche von 2858,83 m² haben. In ihr liegen neben dem namensgebenden Ort die Gemeindeteile Friedrichsgmünd, Hämmerleinsmühle, Hauslach und Oberheckenhofen.

## Geschichte

### Mittelalter
Der Ort wurde im Jahre 1304 als „Gmündt“ erstmals urkundlich erwähnt, seit 1410 wurde er als „Jorgengemund“, ab 1531 als „Georgesgemundt“ bezeichnet. Der Ortsname leitet sich vom gleichnamigen Flurnamen ab, dem das althochdeutsche Wort gimundi (Mündung) zugrunde liegt. Zur Unterscheidung von gleichlautenden Orten in nächster Umgebung wurde der Name des heiligen Georg (Jörg) als Bestimmungswort hinzugefügt. Da Georgensgmünd an wichtigen Handelsstraßen lag, zogen Gewerbetreibende und Reisende durch den Ort. Ende des 16. Jahrhunderts kam eine stattliche Zahl Juden in den Ort. Die Synagoge und der jüdische Friedhof sind Zeugnisse aus dieser Zeit.
Die Herren von Hausen, ein niederes Adelsgeschlecht aus Weiboldshausen, waren seit 1292 Lehensmänner der Nürnberger Burggrafen. Ihnen gehörten bis 1548 etliche Güter in und um Georgensgmünd. Zudem besaßen sie das Patronatsrecht der Kirche St. Georg. Ihr Wappen ist ein roter Steinbock mit schwarzen Hörnern auf goldenem Grund. Von 1548 bis 1792 gehörte Georgensgmünd zum Fürstentum Ansbach.
Gegen Ende des 18. Jahrhunderts bildete Georgensgmünd mit Ziegelhütte eine Realgemeinde bestehend aus 74 Anwesen. Das Hochgericht übte das brandenburg-ansbachische Oberamt Roth aus, die Dorf- und Gemeindeherrschaft hatte das Richteramt Georgensgmünd. Grundherren waren das Richteramt Georgensgmünd (64 Anwesen: 3 Ganzhöfe, 12 Köblergüter, 5 Gütlein, 1 Tafernwirtschaft, 1 Zapfenwirtschaft, 39 Leerhäuser, 1 Schmiede, 1 Mahl-, Säg- und Ölschlagmühle, 1 Ziegelhütte), das Hochstift Eichstätt (Kastenamt Abenberg: 1 Ganzhof, 4 Halbhöfe; das Kastenamt Spalt, das Kollegiatstift St. Emmeram und St. Nikolaus: 1 Ganzhof), das Landesalmosenamt der Reichsstadt Nürnberg (1 Halbhof, 1 Leerhaus) und der Nürnberger Eigenherr von Mohr (1 Ganzhof, 1 Leerhaus). Neben den Anwesen gab es als kommunale Gebäude das Schulhaus und das Hirtenhaus und als kirchliche Gebäude die Pfarrkirche, das Pfarrhaus und die Synagoge.

### Neuzeit
Im Jahre 1792 wurde das Fürstentum Ansbach und damit auch Georgensgmünd zunächst preußisch und 1806 bayerisch. Von 1797 bis 1808 unterstand der Ort dem Justiz- und Kammeramt Roth. Im Rahmen des Gemeindeedikts wurde 1808 der Steuerdistrikt Georgensgmünd gebildet, zu dem Bernlohe, Eisenhammer, Friedrichsgemünd, Hauslach, Oberheckenhofen, Obere Papiermühle, Petersgmünd und Ziegelhütte gehörten. 1811 entstand die Ruralgemeinde Georgensgmünd mit Eisenhammer, Friedrichsgemünd, Hauslach, Oberheckenhofen, Obere Papiermühle und Ziegelhütte gebildet. Sie war in Verwaltung und Gerichtsbarkeit dem Landgericht Pleinfeld (1858 in Landgericht Roth umbenannt) zugeordnet und in der Finanzverwaltung dem Rentamt Spalt (1919 in Finanzamt Spalt umbenannt). Ab 1862 gehörte Georgensgmünd zum Bezirksamt Schwabach (1939 in Landkreis Schwabach umbenannt). Die Gerichtsbarkeit blieb beim Landgericht Roth (1879 in Amtsgericht Roth umbenannt), seit 1970 ist das Amtsgericht Schwabach zuständig. Am 1. April 1910 wurde die Hämmerleinsmühle von Mäbenberg nach Georgensgmünd umgemeindet. 1932 wurde das Finanzamt Spalt aufgelöst. Seitdem untersteht Georgensgmünd in der Finanzverwaltung dem Finanzamt Schwabach.
Die Gemeinde hatte 1964 eine Gebietsfläche von 13,337 km².

### Eingemeindungen
Am 1. Juli 1971 wurde im Zuge der Gebietsreform in Bayern der Gemeindeteil Untersteinbach der aufgelösten Gemeinde Obersteinbach ob Gmünd eingegliedert. Am 1. Januar 1972 wurden Teile der aufgelösten Gemeinde Wallesau eingegliedert. Am 1. Juni 1972 kamen Mäbenberg und Petersgmünd hinzu. Am 1. Mai 1978 folgte der größere Teil der aufgelösten Gemeinde Rittersbach. 
Die 1978 gegründete Verwaltungsgemeinschaft Georgensgmünd wurde 1980 wieder aufgelöst.

### Besonderes Ereignis
Am 19. Oktober 2016 erschoss ein Einwohner von Georgensgmünd, der behauptete, Reichsbürger zu sein, den Polizisten Daniel Ernst und verletzte drei weitere Polizisten.

### Einwohnerentwicklung
Gemeinde Georgensgmünd
| Jahr      | 1818   | 1840   | 1852   | 1861   | 1867   | 1871   | 1875   | 1880   | 1885   | 1890   | 1895   | 1900   | 1905   | 1910   | 1919   | 1925   | 1933   | 1939   | 1946   | 1950   | 1961   | 1970   | 1987   | 2007   | 2011   | 2016   | 2020   |
| Einwohner | 961    | 1020   | 1109   | 1249   | 1301   | 1314   | 1323   | 1386   | 1529   | 1519   | 1531   | 1580   | 1607   | 1660   | 1693   | 1675   | 1811   | 1850   | 2853   | 3051   | 3298   | 3844   | 5167   | 6696   | 6650   | 6660   | 6747   |
| Häuser    | 187    | 155    |        |        |        | 231    |        |        | 252    | 263    |        | 272    |        |        |        | 300    |        |        |        | 379    | 583    |        | 1396   |        |        | 2036   | 2110   |
| Quelle    | [ 18 ] | [ 19 ] | [ 20 ] | [ 21 ] | [ 22 ] | [ 23 ] | [ 24 ] | [ 25 ] | [ 26 ] | [ 27 ] | [ 20 ] | [ 28 ] | [ 20 ] | [ 29 ] | [ 20 ] | [ 30 ] | [ 20 ] | [ 20 ] | [ 20 ] | [ 31 ] | [ 13 ] | [ 32 ] | [ 33 ] | [ 34 ] | [ 34 ] | [ 34 ] | [ 35 ] |

Ort Georgensgmünd
| Jahr      | 001818 | 001840 | 001861 | 001871 | 001885 | 001900 | 001925 | 001950 | 001961 | 001970 | 001987 |
| Einwohner | 585    | 606    | 776    | 749    | 832    | 849    | 760    | *2832  | *3143  | *3710  | *3529  |
| Häuser    | 112    | 94     |        |        | 145    | 146    | 157    | *348   | *551   |        | *936   |
| Quelle    | [ 18 ] | [ 19 ] | [ 21 ] | [ 23 ] | [ 26 ] | [ 28 ] | [ 30 ] | [ 31 ] | [ 13 ] | [ 32 ] | [ 33 ] |

## Politik

### Gemeinderat
Die Gemeinderatswahlen seit 2014 ergaben folgende Stimmenanteile und Sitzverteilungen:
| Partei/Liste | 2020  | 2020  | 2014  |
| Partei/Liste | %     | Sitze | Sitze |
| ------------ | ----- | ----- | ----- |
| CSU          | 26,97 | 5     | 6     |
| SPD          | 23,07 | 5     | 5     |
| Freie Wähler | 21,45 | 4     | 3     |
| Grüne        | 15,67 | 3     | 3     |
| Wir Gmünder  | 12,83 | 3     | 3     |
| Gesamt       | 100   | 20    | 20    |

### Bürgermeister
| Wahl | Erster Bürgermeister    | Zweiter Bürgermeister                                             |
| 1946 | Wilhelm Müller (SPD)    | Johann Andreas Maderholz                                          |
| 1948 | Wilhelm Müller (SPD)    | Johann Katheder                                                   |
| 1952 | August Haarländer (GEL) | Hans Aufhammer (SPD)                                              |
| 1956 | August Haarländer (GEL) | Hans Aufhammer (SPD)                                              |
| 1960 | August Haarländer (SPD) | Hubert Prim (BHE 1960–1965), Hans Aufhammer (SPD 1965/66)         |
| 1966 | Fritz Schönwald (SPD)   | August Wunram (1966–1969), Manfred Pirner (1969–1972)             |
| 1972 | Fritz Schönwald (SPD)   | Josef Baader (SPD)                                                |
| 1978 | Fritz Schönwald (SPD)   | Karl Kolb (CSU)                                                   |
| 1984 | Fritz Schönwald (SPD)   | Wolfgang Boll (CSU)                                               |
| 1990 | Klaus Wernard (SPD)     | Wolfgang Boll (CSU)                                               |
| 1996 | Klaus Wernard (SPD)     | Wolfgang Boll (CSU)                                               |
| 2002 | Klaus Wernard (SPD)     | Eva Loch (CSU)                                                    |
| 2008 | Eva Loch (CSU)          | Jürgen Richter (LB)                                               |
| 2011 | Ben Schwarz (SPD)       | Jürgen Richter (LB 2011–2014), Georg Schiffermüller (CSU ab 2014) |
| 2017 | Ben Schwarz (SPD)       | Georg Schiffermüller (CSU)                                        |
| 2023 | Friedrich Koch (FUW)    |                                                                   |

Legende:

GEL = Georgensgmünder Einheitsliste (CSU/FDP)

BHE = Block der Heimatvertriebenen und Entrechteten (später „Gesamtdeutscher Block“)

LB = Leben und Bewahren
Seit 1. August 2023 ist Friedrich Koch (FWU) berufsmäßiger Erster Bürgermeister. Bei der Wahl am 23. Juli 2023 erreichte er 61,6 Prozent der gültigen Stimmen, bei einer Wahlbeteiligung von 61,9 Prozent. Sein Vorgänger Ben Schwarz (SPD) wurde am 9. Oktober 2011 zum neuen Ersten Bürgermeister gewählt und am 12. Oktober vereidigt. Dessen Vorgängerin Eva Loch (CSU) war am 28. Juni 2011 verstorben.

### Wappen und Flagge
Wappen
| Wappen von Georgensgmünd | Blasonierung: „In Silber ein blauer Wellengöpel; vorne ein schwebendes rotes Balkenkreuz, hinten zwei übereinander stehende grüne Hopfendolden an einem Stiel.“ |
| Wappen von Georgensgmünd | Wappenbegründung: Das Wappen von Georgensgmünd stellt drei charakteristische Elemente der Gemeinde auf silbernem Grund dar. Der Wellengöpel in der Mitte symbolisiert den Zusammenfluss von Fränkischer und Schwäbischer Rezat. Das Balkenkreuz deutet das Kreuz des Heiligen Georg an, dem die Kirche in Georgensgmünd geweiht ist. Die beiden übereinanderstehenden Hopfendolden verweisen auf die Bedeutung des Ortes als einen der Hauptplätze fränkischen Hopfenanbaus. Dieses Wappen wird seit 1968 geführt. |

Flagge
Die Gemeindeflagge ist grün-weiß-blau.

## Kultur und Sehenswürdigkeiten

### St.-Georgs-Kirche
Weithin sichtbar erhebt sich der Turm von St. Georg mit seinen grün glasierten Ziegeln als Wahrzeichen über den Ort. Die Kirche, dem Schutzpatron der Burgen und Ritter geweiht, gab der Ortschaft ihren Namen. Das Gebäude wurde 1757/58 von dem Ansbacher Hofbaumeister Johann David Steingruber an Stelle der alten romanischen Kirche als typische Markgrafenkirche im spätbarocken schlichten Stil erbaut; den Turm schließt eine mansarddachartige Turmhaube mit aufgesetztem Spitzdächlein ab. 1364 wurde die St.-Georgs-Kirche („ecclesie in Gmund“) erstmals urkundlich erwähnt.

### Katholische Kirche St. Wunibald
Eine erste St. Wunibald-Kirche wurde 1931/32 von Michael, Hans und Karl Gsaenger erbaut und am 8. Mai 1932 konsekriert. Als nach dem Zweiten Weltkrieg die 120 Plätze in der Kirche nach dem Zuzug heimatvertriebener Katholiken nicht mehr ausreichten, beauftragte der damalige Pfarrer Egid Harrer Wolfgang Gsaenger mit einem Neubau mit 400 Plätzen. 1964 wurde die alte Kirche abgerissen, der Neubau ab 1966 errichtet und am 18. Dezember des gleichen Jahres durch den Eichstätter Bischof Joseph Schröffer im Beisein evangelischer Geistlicher konsekriert. Bemerkenswert ist neben dem hohen Dach, das an die fränkische Bauweise erinnern soll, der freistehende Glockenturm mit seinem hohen spitzen Dach, in dem ein Jugend-, ein Werkraum und eine Bücherei untergebracht sind.

### Wasserrad
Das sechs Meter hohe Wasserrad von 1912 wurde 1983 an der Fränkischen Rezat dort wieder errichtet, wo das frühindustrielle Zeitalter des Ortes begonnen hatte: Einst befand sich dort eine Papiermühle, die später in eine Glasschleife und um 1900 in das erste Elektrizitätswerk des Ortes umgewandelt wurde. Heute ist das historische Wasserrad ein Blickfang und Namensgeber des jährlich im Juni stattfindenden Wasserradfestes.

### Synagoge
Fast 400 Jahre, etwa von 1560 bis 1938, lebten Juden am Ort und stellten zeitweise ein Drittel der Bevölkerung. Mit einer Synagoge, zwei Ritualbädern (Mikwen), einem großen Friedhof und einem Totenwaschhaus (Taharahaus) ist in Georgensgmünd ein typisches Ensemble einstigen jüdischen Lebens im ländlichen Raum vollständig erhalten geblieben. Im Inneren der Synagoge von 1734 sind Teile der originalen Malerei freigelegt, die in Stil und Ausführung auf den bekannten polnischen Wandermaler Elieser Sussmann hindeuten.

### Jüdischer Friedhof

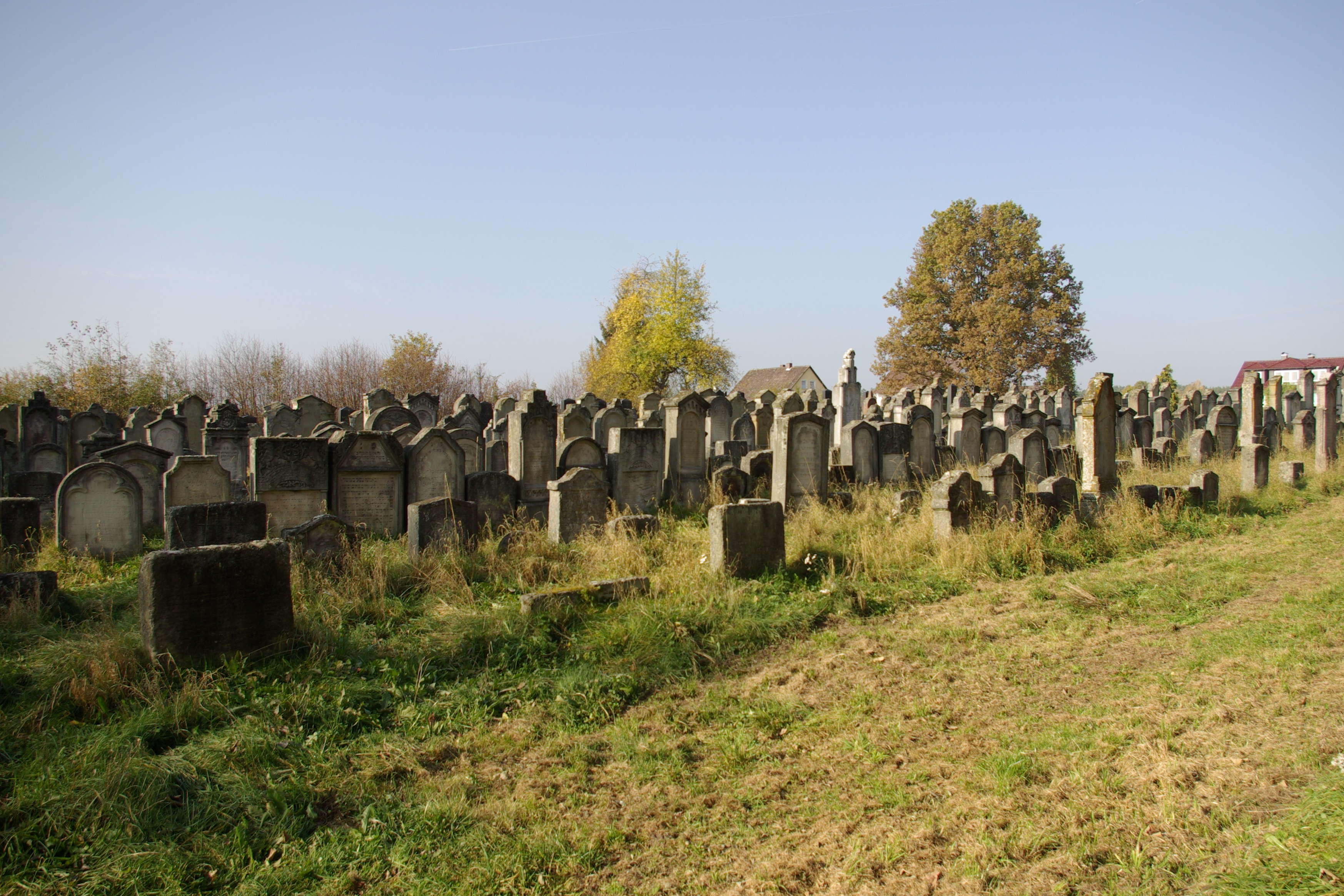
Jüdischer Friedhof Georgensgmünd

Der jüdische Friedhof wurde um 1580 von dem Juden Jakob Jud aus Roth angelegt und diente auch den jüdischen Gemeinden der Umgebung bis Windsbach, Thalmässing, Roth und Schwabach als Begräbnisstätte. Auf einer Fläche von 11.800 m² sind etwa 1800 Grabsteine erhalten, die tagsüber besichtigt werden können. Das renovierte Taharahaus stammt von 1723 und gehört zu den ältesten in Bayern. 1946 wurde dort ein Schwabacher KZ-Überlebender als letzter Jude beerdigt.

### Skulpturenweg
15 Skulpturen aus Jurakalkstein, Eiche und Stahl entstanden zum Jahreswechsel 2000 in einer gemeinsamen, offenen Künstlerwerkstatt und machen seitdem den Fuß- und Radweg in Richtung Roth bis Oberheckenhofen zu einer Freiluftgalerie. Die 2,4 km lange Strecke ist Teil einer Radwegeverbindung zwischen den Seen des Fränkischen Seenlandes. An jeder Skulptur befinden sich Informationen mit einer Beschreibung des Kunstwerkes.

### Planetenweg

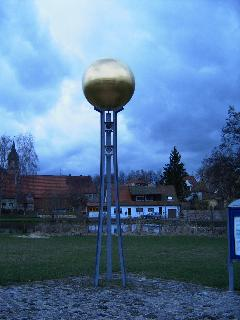
Der Ursprung des Planetenwegs von Georgensgmünd nach Spalt: Die Sonne

Im Sommer 2000 wurde zwischen Georgensgmünd und Spalt ein Planetenweg im Maßstab 1:1.000.000.000 eröffnet. Die Sonne und die sie umkreisenden acht Planeten (sowie Pluto) sind in ihren Entfernungen zueinander maßstabsgerecht als Modell dargestellt. Der Planetenweg beginnt hinter dem Georgensgmünder Rathausplatz mit einem Sonnenglobus. Entlang eines sieben Kilometer langen Radweges führt die Strecke durch das Rezattal bis zum Spalter Bahnhof, wo Pluto als der sonnenfernste (Zwerg-)Planet steht. Eine Tafel zu jedem der Himmelskörper erläutert die wichtigsten Daten.

### Sommerkeller
Der Sommerkeller der ehemaligen Brauerei Böhm ist in einem Plan aus dem Jahr 1820 eingezeichnet. Die Geschichte seiner Entstehung und Erweiterung ist nicht bekannt. Seit Anfang 2013 wird der Keller mit Eingangsbereich auf Initiative der Angersteg-Stiftung von Gmünder Bürgern renoviert und erforscht. Er reicht ca. 60 m in den mehrfach gestörten Burgsandstein oberhalb der Rittersbacher Straße hinein. Die Stollen ist mindestens 100 m lang. Die Verwendung als Lagerkeller für Bier ist bekannt und gesichert. Es wurden aber auch Lebensmittel und andere Waren gelagert.

### Sehenswertes in der Nähe
Sehenswert ist unter anderem:
- der Druidenstein bei Mäbenberg, ein sagenumwobener Sandstein, der als Hexenkultstätte angesehen wird,
- die Wernsbacher Steinbrüche, in denen nach dem Zweiten Weltkrieg Steine abgebaut wurden, mit denen Gebäude der Nürnberger Altstadt teilweise (wieder-)erbaut wurden.

- Die Nussermertelshöhle an den Gmünder Steinbrüchen wurde 2012 von Georgensgmünder Bürgern renoviert. Sie ist möglicherweise ein Rest der Hauslacher Bergwerke aus dem 17. Jahrhundert.
- die Erzgruben unter dem Hörlberg mit Resten des Eisenerz-Tagebaus aus dem 16. oder 17. Jahrhundert, die Eisenerze wurden direkt am Ort in der „Eisenschmelz“ verhüttet. Im Gemeindeteil Friedrichsgmünd hatte von ca. 1520 bis 1732 ein Betrieb zur Eisenerzeugung wechselnde Bedeutung.

### Regelmäßige Veranstaltungen
- Kirchweihfeste
  - in Wernsbach am dritten Sonntag nach Ostern,
  - in Untersteinbach und Mauk an Pfingsten,
  - für Petersgmünd am Sonntag nach St. Veit (15. Juni),
  - in Mäbenberg wird am letzten Sonntag im Juni gefeiert,
  - in Rittersbach am Sonntag nach dem Tag des Heiligen Wilibald, dem 7. Juli,
  - in Georgensgmünd am ersten Sonntag im August.
- Andere
  - Weihnachtsmarkt in Georgensgmünd ist jeweils am zweiten Adventswochenende,
  - Ende Mai findet das Wasserradfest durch zahlreiche Vereine und Gruppierungen statt. Mittelpunkt ist das unterschlächtige Wasserrad am ehemaligen Schallers-Werkskanal.

## Wirtschaft und Infrastruktur

### Verkehr
Georgensgmünd hat Anbindung an der Bahnstrecke Treuchtlingen–Nürnberg. Die Regionalexpresszüge der Deutschen Bahn halten stündlich mindestens einmal. Die Bahnstrecke Georgensgmünd–Spalt wurde in den 1990er Jahren stillgelegt. Heute führt ein Radwanderweg an deren ursprünglichem Verlauf.
Die Staatsstraße 2224 führt nach Pleinfeld zur Bundesstraße 2 (8,5 km südlich) bzw. nach Schwabach zur Bundesstraße 466 (15,5 km nördlich). Die Staatsstraße 2223 führt nach Spalt (6,5 km westlich) bzw. zur B 2 bei Mauk (3,5 km östlich). Die Kreisstraße RH 9 führt nach Petersgmünd (0,6 km südöstlich) bzw. über die Hämmerleinsmühle nach Untersteinbach ob Gmünd (3,8 km südöstlich). Die Kreisstraße RH 6 führt nach Hauslach (1,3 km westlich). Eine Gemeindeverbindungsstraße führt nach Mäbenberg (3 km nördlich).
In Georgensgmünd endet der aus Roßtal kommende Fernwanderweg Hopfenweg.

### Gewerbegebiet Obere Lerch und Breitenloher Weg
Die Gemeinde verfügt über ein verhältnismäßig großes Gewerbegebiet im Süden, in dem sich kleine und mittelständische Betriebe unterschiedlichster Branchen niedergelassen haben. Es ist mittels einer Umgehungsstraße (Spalter Spange) direkt an die Bundesstraße 2 angebunden. Die Fläche des Gebiets beträgt ca. 0,90 km².

### Ansässige Unternehmen
Klein- bis mittelständische Betriebe u. a. in den Branchen Anlagentechnik und Maschinenbau, Präzisionsteile, Filtrationssysteme, Formenbau, Fertighausbau, Gummi, Babyartikel, Kosmetikartikel, Schwimmbadüberdachungen, Software, Trapezbleche, Fahrzeugtechnik, Folienherstellung sind in der Gemeinde aktiv. Das ist Georgensmünd gegründete und seitdem ansässige Unternehmen Toolcraft ist seit Juli 2025 Hauptsponsor des 1. FC Nürnberg.

### Medien
Das monatlich erscheinende Gemeindeblatt Gmünder Rundschau wird kostenfrei an alle Haushalte verteilt, finanziert durch Werbeanzeigen der im Gemeindegebiet ansässigen Unternehmen, die in der Gmünder Werbegemeinschaft zusammengeschlossen sind.

### Öffentliche Einrichtungen
- Gemeindebücherei auf drei Etagen. An die Leserinnen und Leser werden Bücher, Zeitschriften, CDs, VHS-Filme und DVDs verliehen. Insgesamt stehen mehr als 16.000 Medien zur Verfügung.[49]
- Hallenbad in der Wiesenstraße mit einem 20 × 10 m großen Becken.
- Freizeitpark am Bruckespan mit Spielgeräten für kleinere Kinder, Pumpbrunnen, Seilbahn, Basketballplatz und Boulebahn.
- Bike Park bietet actionreiche, rasante und kurvenreiche Fahrten mit dem eigenen Rad (Nähe Wertstoffhof)

### Bildung
Im Jahr 2021 gab es folgende Einrichtungen:
- sechs Kindertageseinrichtungen: insgesamt 326 genehmigte Plätze, 330 betreute Kinder
- zwei Volksschulen: insgesamt 35 Lehrkräfte, 21 Klassen, 459 Schülerinnen und Schüler
  - Volksschule: Dr.-Mehler-Schule, Grund- und Mittelschule
  - Niederlassung der Volkshochschule Roth

## Persönlichkeiten

### Ehrenbürger
Zu den herausragendsten Persönlichkeiten der Gemeinde Georgensgmünd zählt Heinrich Mehler (1859–1926), nach dem die heutige Grund- und Mittelschule von Georgensgmünd sowie eine Mehrzweckhalle benannt sind. Als Sohn eines jüdischen Kaufmanns ließ sich Mehler 1887 in Georgensgmünd als Arzt nieder und wurde noch im selben Jahr Arzt des Gemeindekrankenhauses.

### Söhne und Töchter der Gemeinde
- Konrad von Megenberg (1309–1374), Theologe und Naturkundler
- Friedrich Merkenschlager (1892–1968), Biologe und Heimatdichter
- Ben Schwarz (* 1976), Politiker (SPD), Bürgermeister von Georgensgmünd

## Vereine
Größter Verein in Georgensgmünd ist der TSV Georgensgmünd mit ca. 1800 Mitgliedern, ein traditionsreicher Mehrspartenverein, der sich mit großem Engagement für den Breitensport und die Jugendarbeit in der Region einsetzt. Daneben gibt es den Schützenverein, das Blasorchester Georgensgmünd (früher Knabenkapelle bzw. Jugendkapelle) und verschiedene Musikgruppen, z. B. die „Neue Gmünder Blasmusik“, „Gmünder Kirwa-Musikanten“ und die „Gmünder Jungbürger“.

## Sonstiges
Der Marktplatz und der Bahnhof (Bahnsteige 2 und 3) in Georgensgmünd dienten als Kulisse in dem 1981 erschienenen Film Frankfurt Kaiserstraße.